# Пячковичи
Пячковичи (бел. Пячкавічы) — деревня в Мстиславском районе Могилёвской области Белоруссии. Входит в состав Ходосовского сельсовета.

## География
Деревня находится в северо-восточной части Могилёвской области, в пределах Оршанско-Могилёвской равнины, на берегах реки Лучки (приток Чёрной Натопы), к западу от железнодорожной линии Орша — Унеча Белорусской железной дороги, на расстоянии примерно 21 километра (по прямой) к западу-юго-западу (WSW) от Мстиславля, административного центра района. Абсолютная высота — 206 метров над уровнем моря.

## История
Упоминается в 1758 году как деревня Пяцкевичи во Мстиславском воеводстве Великого княжества Литовского.
Согласно «Списку населенных мест Могилёвской губернии» 1910 года издания населённый пункт входил в состав Долговичской волости Чериковского уезда Могилёвской губернии. Имелось 15 дворов и проживало 119 человек (50 мужчин и 69 женщины). Рядом с деревней находилась околица с 26 дворами и 198 жителями.
Советская власть была установлена в январе 1918 года. С 20 августа 1924 года по 20 февраля 1938 года являлась центром сельсовета. В 1929 году был организован колхоз «Красный факел», который в 1932 году объединял 75 хозяйств и имел 569 га пашни.
Во время Великой Отечественной войны, в период с 14 июля 1941 года по 28 сентября 1943 года, деревня оккупирована немецко-фашистскими захватчиками, которые в сентябре 1943 года сожгли 68 дворов и убили 2 жителей.

## Население
По данным переписи 2009 года, в деревне проживало 45 человек.